# Chiluca
La chiluca y la cantera son rocas de origen volcánico (ígnea), de tono gris oscuro, muy empleadas en la construcción y en la ornamentación arquitéctonica en Ciudad de México. Ambas rocas aparecen conjuntamente en los yacimientos y explotaciones mineras situadas en la cuenca de México.

## Chiluca y cantera
A principios del siglo XX el geólogo mexicano Ezequiel Ordóñez, en sendas publicaciones conjuntas, describe como la chiluca se encuentra asociada con otra roca gris tufácea conocida como cantera. La primera se utiliza en edificios de relevancia dadas sus cualidades, dureza y color, aplicándose habitualmente en los basamentos, capiteles, etc. Muestra una gran finura y claridad que la hacen idónea para tareas ornamentales. La cantera, de resistencia suficiente, se emplearía con más profusión en las construcciones. Ambos materiales detríticos tienen la misma composición química y mineralógica; mientras la chiluca tiene una composición intermedia entre las traquitas y las andesitas la cantera, también de color gris y ruda al tacto, estaría entre una toba andesítica y una toba traquiandesítica. En la cantera, respecto a la chiluca, la cantidad de potasa es más elevada además de «la presencia de las microlitas de sanidino» que raramente se dan en la chiluca.
Según describe este geólogo, ambas rocas se consideran andesitas situando el área principal de su explotación en la parte oriental de Ciudad de México, en la sierra llamada de «Las Cruces», en el límite de la cuenca de México con el valle de Toluca. La disposición geológica de la chiluca, en la base de los cerros donde se realiza su explotación, lleva a considerarla una roca más antigua que se presenta cubierta de cantera. A su vez, ambas rocas se hallan cubiertas de «material fragmentario (tobas pomosas, brechas pomosas, etc.), producto de las últimas erupciones (de forma explosiva), acaecidas en algunos puntos de la sierra». Estos cerros formados de chiluca parecen ser restos de antiguos volcanes.

## Obras de referencia
En el siglo XVIII abundan ejemplos de proyectos arquitectónicos donde se emplean estos materiales. Algunas de las obras más emblemáticas donde se han empleado estos materiales son:
- Casa de Tlaxcala.
- Casa de los condes de la Torre Cossío y de la Cortina.
- Casa de Cultura de Tlalpan.
- Templo de San Francisco Javier (Tepotzotlán).
- Iglesia de la Santísima.
- Acueducto de los Remedios.

## Galería

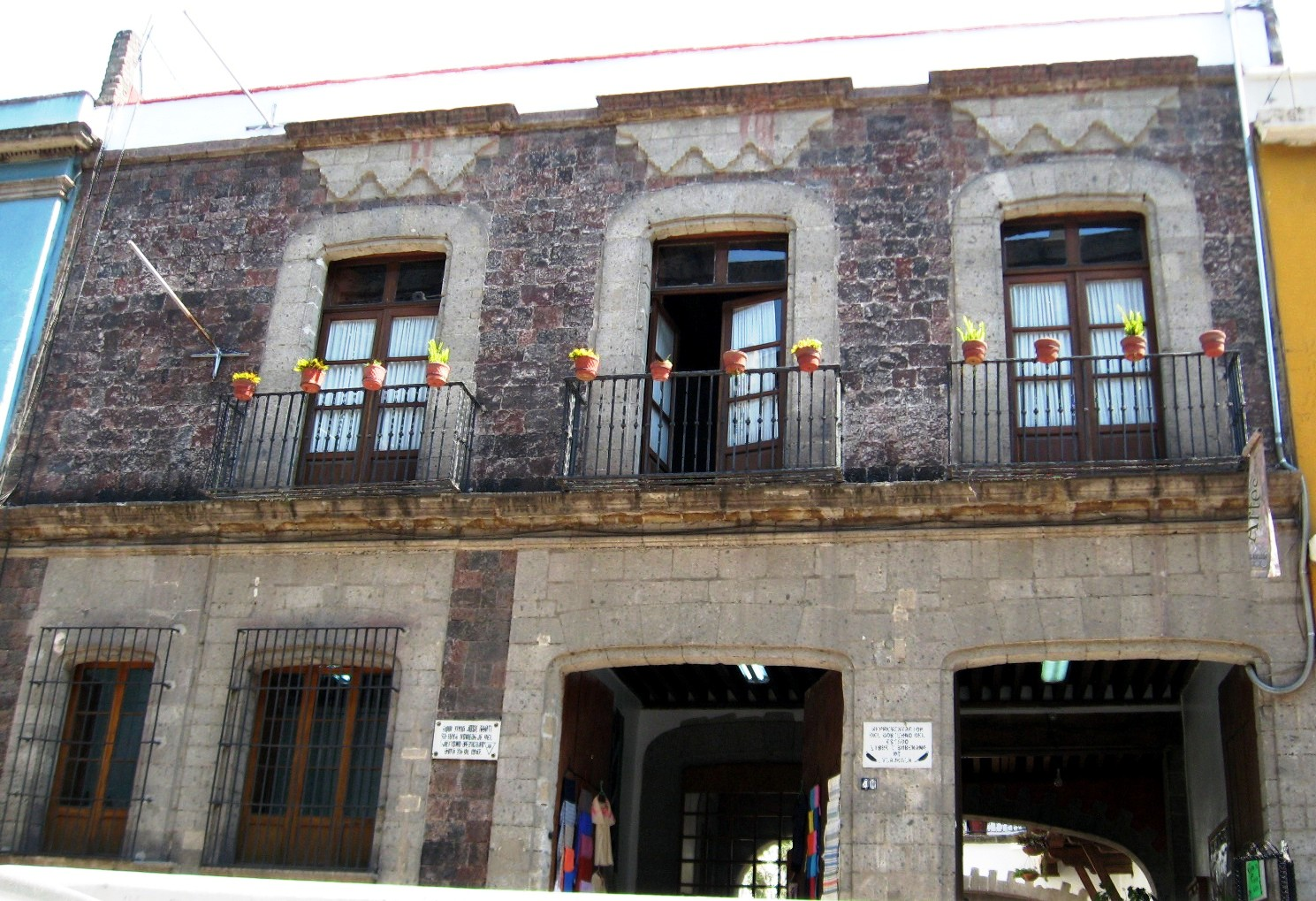
Fachada de la Casa de Tlaxcala.
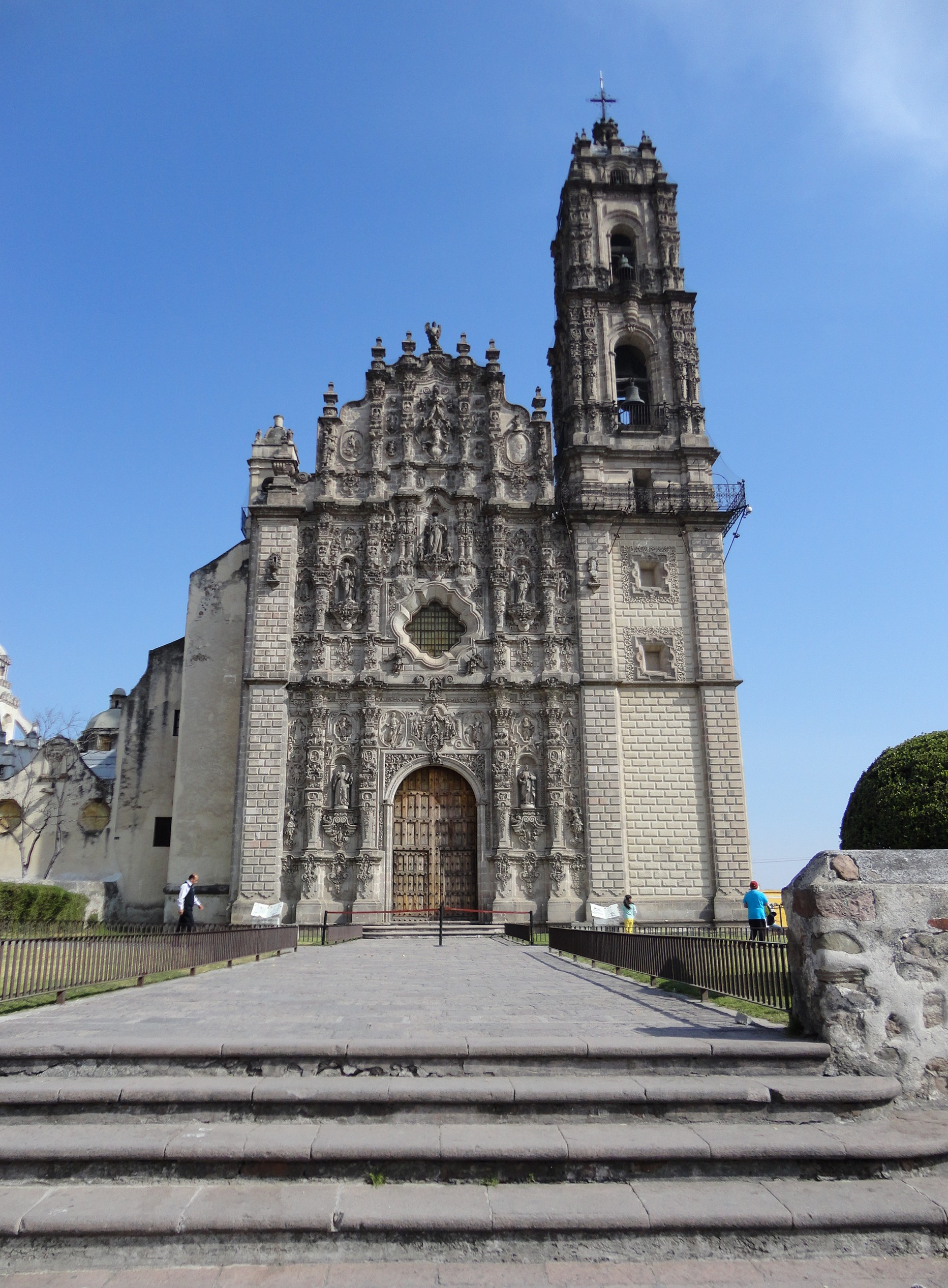
Fachada del Templo de San Francisco Javier (Tepotzotlán)
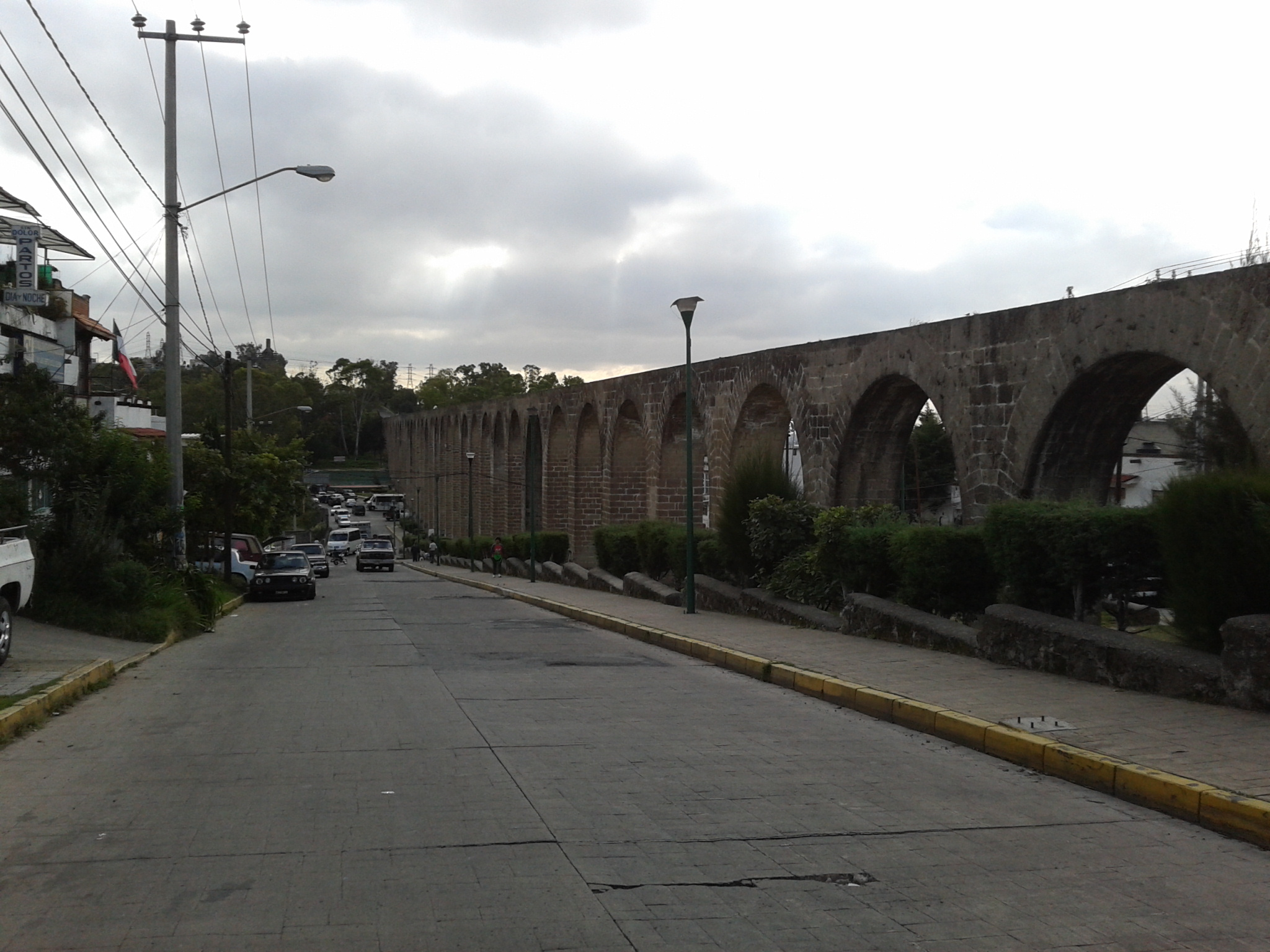
Acueducto de los Remedios
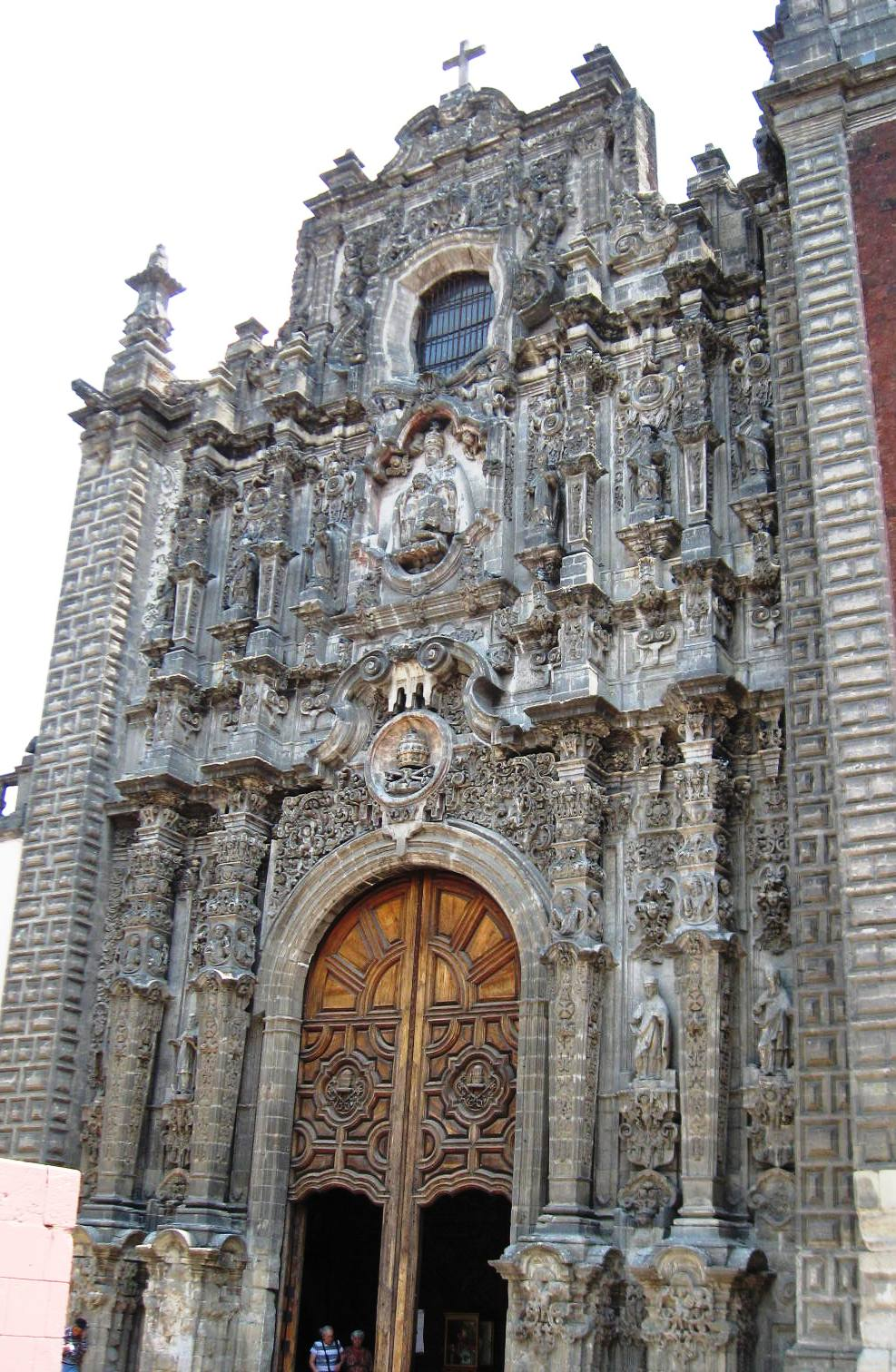
Portada principal de la Iglesia de la Santísima